# Kajrat Asjirbekov
Kajrat Asjirbekov (Sjymkent, 21 oktober 1982) is een Kazachs voetballer die als middenvelder speelt bij Ordabasy Şımkent. Sinds 7 juli 2006 speelde hij in totaal vijftien interlands (twee goals) voor het Kazachs voetbalelftal.

## Clubcarrière
Hij begon zijn voetbalcarrière in 1999 bij Sintez Sjymkent, maar speelde voor die club geen enkele wedstrijd. Daarna kwam hij uit voor Dostyk Sjymkent en Taraz Dzjamboel en in 2002 maakte hij de overstap naar FC Aktobe, een club waar hij zes jaar speelde. Hij werd een goede voetballer bij FC Aktobe en stond ook in de vaste opstelling van de club. In 2007 tekende hij voor Shakhtyor Karaganda. In 2009 trok hij naar Lokomotiv Astana. Een jaar later tekende hij bij Ordabasy Şımkent, een club uit zijn geboortestad.

## Clubstatistieken
| seizoen     | club                | land       | competitie           | duels | goals |
| ----------- | ------------------- | ---------- | -------------------- | ----- | ----- |
| 1999/00     | Sintez Sjymkent     | Kazachstan | Regionale Competitie | 0     | 0     |
| 2000/01     | Dostyk Sjymkent     | Kazachstan | Regionale Competitie | 17    | 2     |
| 2001/02     | Taraz Dzjamboel     | Kazachstan | Super League         | 28    | 0     |
| 2002/03     | FC Aktobe           | Kazachstan | Super League         | 26    | 3     |
| 2003/04     | FC Aktobe           | Kazachstan | Super League         | 30    | 4     |
| 2004/05     | FC Aktobe           | Kazachstan | Super League         | 22    | 10    |
| 2005/06     | FC Aktobe           | Kazachstan | Super League         | 25    | 15    |
| 2006/07     | FC Aktobe           | Kazachstan | Super League         | 17    | 1     |
| 2007/08     | FC Aktobe           | Kazachstan | Super League         | 21    | 2     |
| 2008/09     | Shakhtyor Karaganda | Kazachstan | Super League         | 27    | 9     |
| 2009/10     | Lokomotiv Astana    | Kazachstan | Super League         | ?     | ?     |
| 2010/11     | Ordabasy Şımkent    | Kazachstan | Super League         | ?     | ?     |
| Bijgewerkt: | 08-12-2010          |            | Totaal               | 213   | 46    |